# Bleier Edit
Bleier Edit (Budapest, 1939. április 5. –) animációs film-rendező, egyetemi adjunktus.

## Életpályája
Szülei Bleier Imre (1907–1943) szabósegéd és Flesch Berta (1913–1944). A Teleki Blanka Gimnáziumban érettségizett 1958-ban. Szakmai tanfolyam után könyvesbolti eladóként dolgozott a Jogi Könyvesboltban. 1961-ben sikeres felvételi vizsgát tett a Magyar Iparművészeti Főiskola díszítőfestő tanszakára. A szakosodásnál az animáció szakot választotta. 1964-től az egyetlen magyarországi rajzfilm stúdió, a Pannónia Filmstúdió ösztöndíjasa volt. 1966-ban diplomázott animációs film tervező-rendezőként. Kezdetben Macskássy Gyula reklámfilmjeiben dolgozott. Később önálló rövidfilmeket tervezett-rendezett.
Az Iparművészeti Egyetem Typografika tanszékén (vezeti Haiman György) animációs szak alakult 1971-ben, ennek vezetője Bleier Edit. Feladata a szak megalapozott tematikájának kidolgozása, kapcsolat a külföldön működő animációs iskolákkal, tanárok meghívása, felvételi vizsgafeladatok kidolgozása, lebonyolítása, oktatás.
Producerként az Iparművészeti Egyetemen diplomázó hallgatók animációs filmjeinek gondozása a tervtől a megvalósításig, valamint nyilvános helyeken, fesztiválokon, televízióban való vetítése. Tíz év alatt 72 film készült el.
Az Animációs Diplomafilmek Megvalósításáért Alapítványt (1984) tanártársaival hozta létre, ennek kuratóriumi elnöke lett.

## Magánélete
1967-től Gémes József rendező a férje, aki meghalt 2013-ban. Egy fiuk született: Balázs (1969).

## Filmjei

### Egyedi filmek
- Mindig bántják az erősebbet (1964)
- Zenélő doboz (1966)
- Mondok egy viccet (1967)
- Kálvária (1968)
- Milyen a Balaton? (1969)
- Mennek,  mendegélnek (1976)

### Rendelt filmek
- Közlekedésetika tizenhárom epizód (1972–73)
- Cukorbeteg gyerekek (1999. megrendelő: Novonordisk Dánia)

### Reklámfilmek
- MÉH papír (1978)
- MÉH rongy (1979)

### Dokumentumfilm
- Párbeszéd az animációról (2000) Háromszor harminc perc (Reisenbüchler-Rofusz, Jankovics-Horváth, Varga-Lehotay)

## Könyv
- MOZGÁS, az animáció tankönyve. (társszerző: Bartók István) Pannónia Film Vállalat, Budapest, 1993.